# Libnotes (Metalibnotes) semiermis
Libnotes (Metalibnotes) semiermis is een tweevleugelige uit de familie steltmuggen (Limoniidae). De soort komt voor in het Australaziatisch gebied.